# Château de La Salle (Saône-et-Loire)
Pour les articles homonymes, voir Château de la Salle et Château de La Grande-Salle.
Le château de La Salle est situé sur la commune de La Salle en Saône-et-Loire, à flanc de pente, dans la vallée de la Mouge.

## Description
Parmi les constructions hétéroclites agricoles très remaniées qui ne permettent pas de reconstituer les structures du château lui-même, se dresse une tour rectangulaire couronnée de consoles à ressaut ayant porté des mâchicoulis en bois. Les planchers et escaliers intérieurs ont disparu. Quelques baies ont été percées à des époques diverses dans les murailles qui sont en pierre de taille d’un mètre cinquante d’épaisseur et qui ont conservé les trous des bois d'échafaudage.
Une chapelle gothique du XIIe siècle est insérée dans les bâtiments jouxtant la tour.
Ces deux vestiges ont été classés monuments historiques par arrêté du 20 décembre 1991.
Le château est une propriété privée et ne se visite pas.

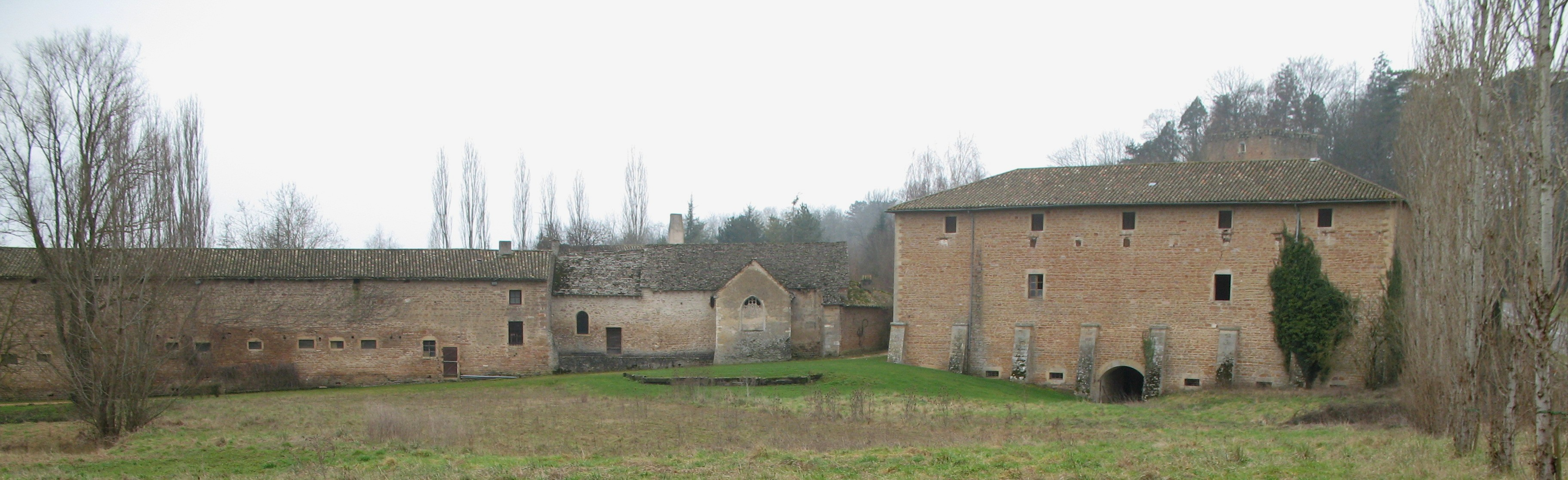
Château de la Salle - Vue générale
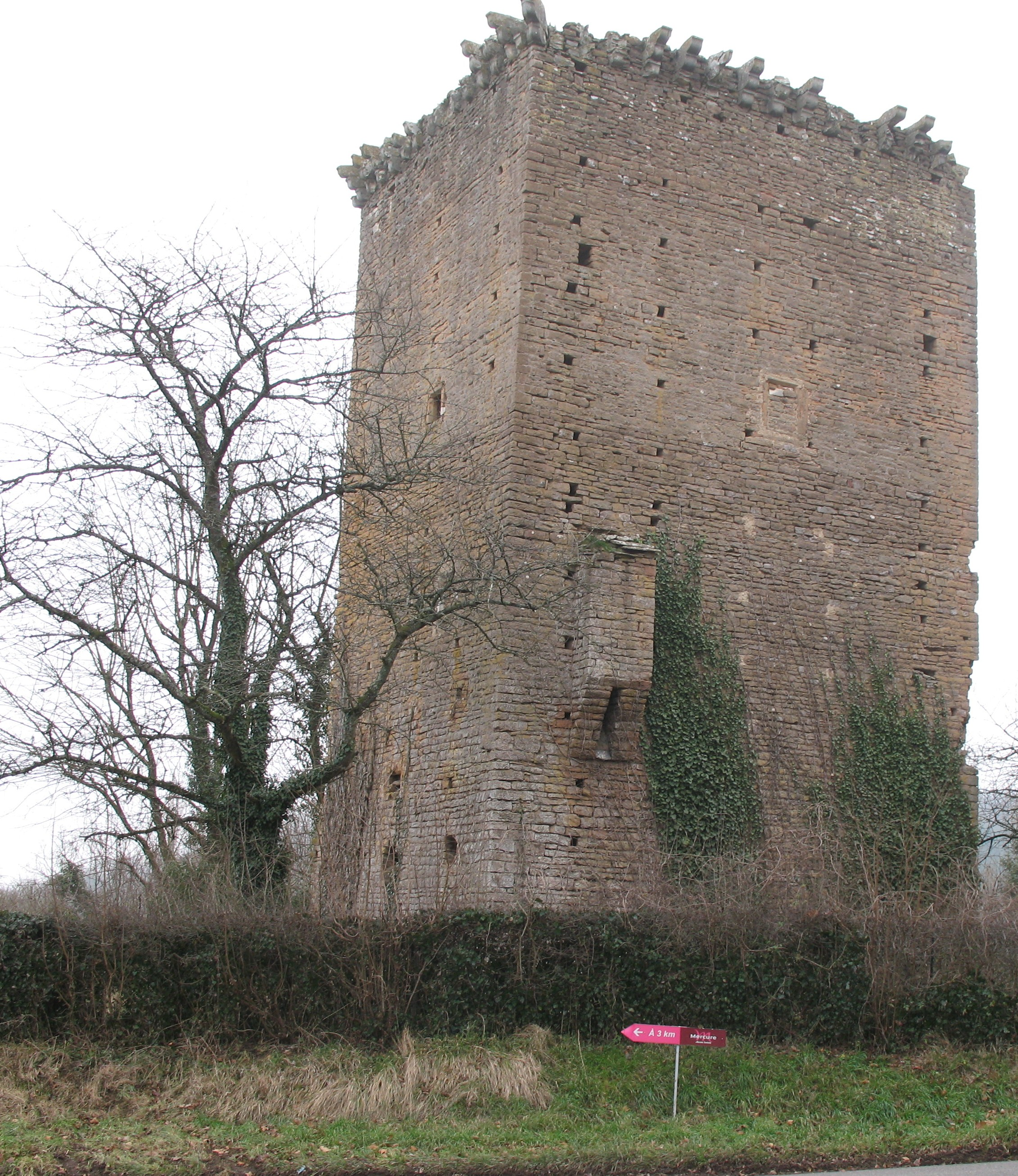
La Salle - Tour rectangulaire
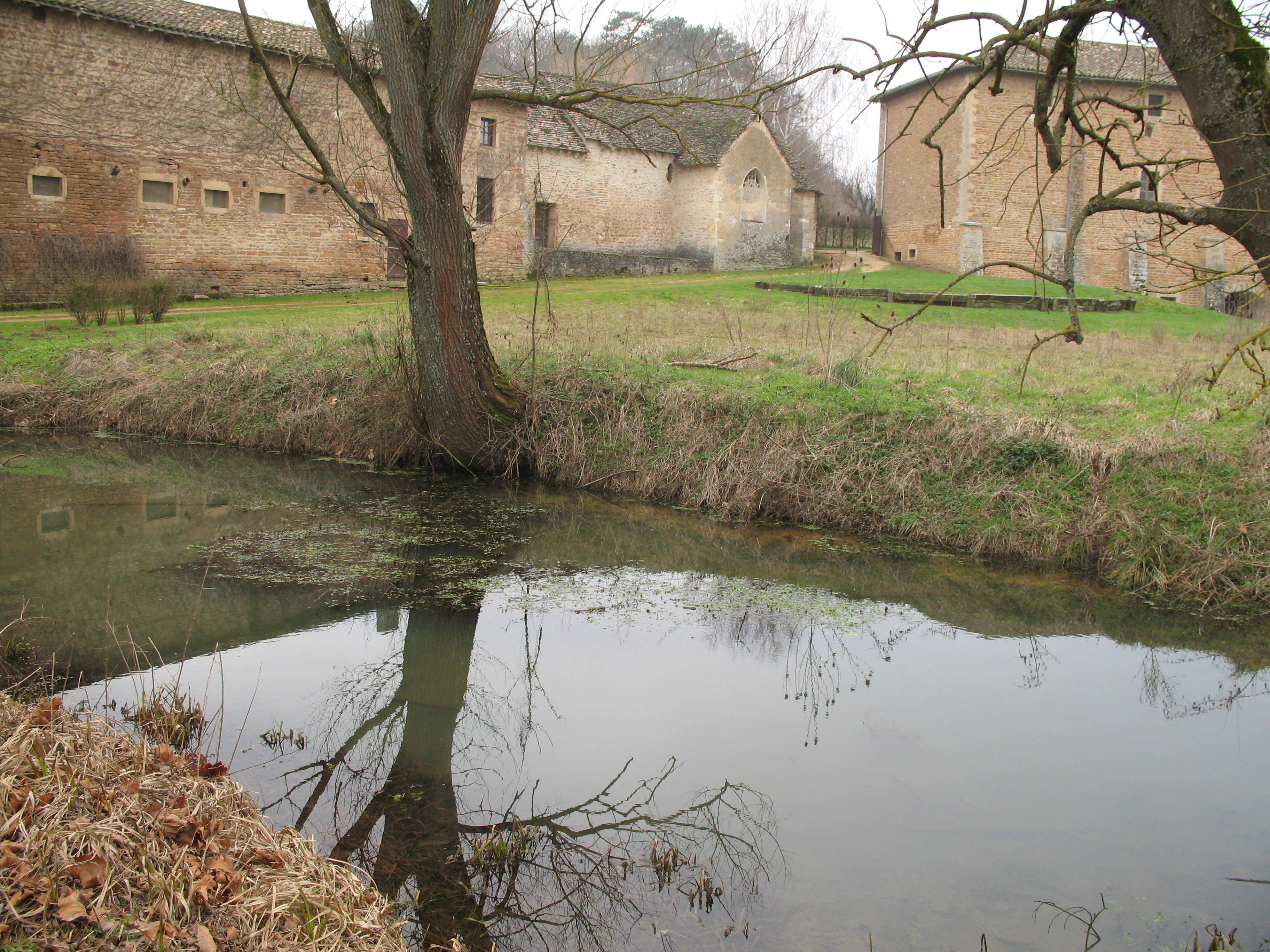
Château de La Salle et ses bâtiments actuel avec sa chapelle au bord de la Mouge

## Historique
- XIIe siècle : un château est édifié pour surveiller un péage établi sur la Saône à hauteur du confluent de la Mouge.
- 1368 : Girard de Vers partage le péage et les domaines avec Catherine de la Salle
- début XVe siècle : la seigneurie passe à la famille de Saint-Point.
- 2 février 1461 : décès au château de Jean Germain, évêque de Chalon-sur-Saône[2].
- première moitié XVIIe siècle : Melchior Mitte de Miolans, seigneur de Chevrières, marquis de Saint-Chamond (1586 - 1649), lieutenant général des armées du roi et époux d'Isabeau de Tournon, devient propriétaire des lieux
- vers 1659 : Just-Henry Mitte de Chevrières, marquis de Saint-Chamond, fils des précédents, vend le domaine à Pierre Perrachon, seigneur de Senozan qui parvient à réunir les éléments dispersés de la seigneurie
- 1675 : par mariage, le bien passe à Gabriel de Briord, futur ambassadeur de France en Hollande
- 1691 : le précédent obtient l'union de la seigneurie avec la baronnie de Senozan, au sort de laquelle elle demeurera liée jusqu'à la fin de l'Ancien Régime

## Construction du Château
Le château de La Salle dans sa version actuelle a été érigé en 1870. C'est une œuvre commandée par François Bonnardel. L'architecte lyonnais Charles Franchet a supervisé la construction, qui a coûté la somme de 6 millions de francs or.
Cette somme illustre l'ampleur et la grandeur du projet, reflétant l'importance du château dans la région à cette époque[réf. nécessaire].

### Armoiries
- Mitte de Chevrières: D'argent au sautoir de gueules; à la bordure de sable, chargée de huit fleurs de lys d'or